# Truskovice
Truskovice jsou obec v okrese Strakonice v Jihočeském kraji. Leží zhruba pět kilometrů jižně od Vodňan. Žije v ní 205 obyvatel.

## Historie
První písemná zmínka o obci pochází z roku 1274.

## Obyvatelstvo
| Rok            | 1869 | 1880 | 1890 | 1900 | 1910 | 1921 | 1930 | 1950 | 1961 | 1970 | 1980 | 1991 | 2001 | 2011 | 2021 |
| -------------- | ---- | ---- | ---- | ---- | ---- | ---- | ---- | ---- | ---- | ---- | ---- | ---- | ---- | ---- | ---- |
| Počet obyvatel | 627  | 567  | 513  | 481  | 431  | 429  | 393  | 283  | 280  | 221  | 187  | 203  | 174  | 171  | 200  |
| Počet domů     | 84   | 85   | 88   | 91   | 86   | 84   | 84   | 82   | 68   | 67   | 65   | 64   | 82   | 83   | 85   |

## Obecní správa
Mezi lety 1869–1961 Truskovice byly obcí v okrese Prachatice (1869–1930) a později v okrese Vodňany. V letech 1961–1990 patřily jako část obce k Chelčicím a od 24. listopadu 1990 jsou opět samostatnou obcí.

### Části obce
- Truskovice
- Dlouhá Ves

### Obecní symboly
Znak a vlajka byly obci uděleny rozhodnutím předsedy Poslanecké sněmovny Parlamentu České republiky dne 25. listopadu 2003.

## Pamětihodnosti
- Usedlost čp. 31
- Boží muka
- Návesní kaple
- Výklenková kaple na okraji obce
- Pomník padlým v první světové válce poblíž návesní kaple

## Hospodářství
Je zde pivovar Hulvát.

## Galerie

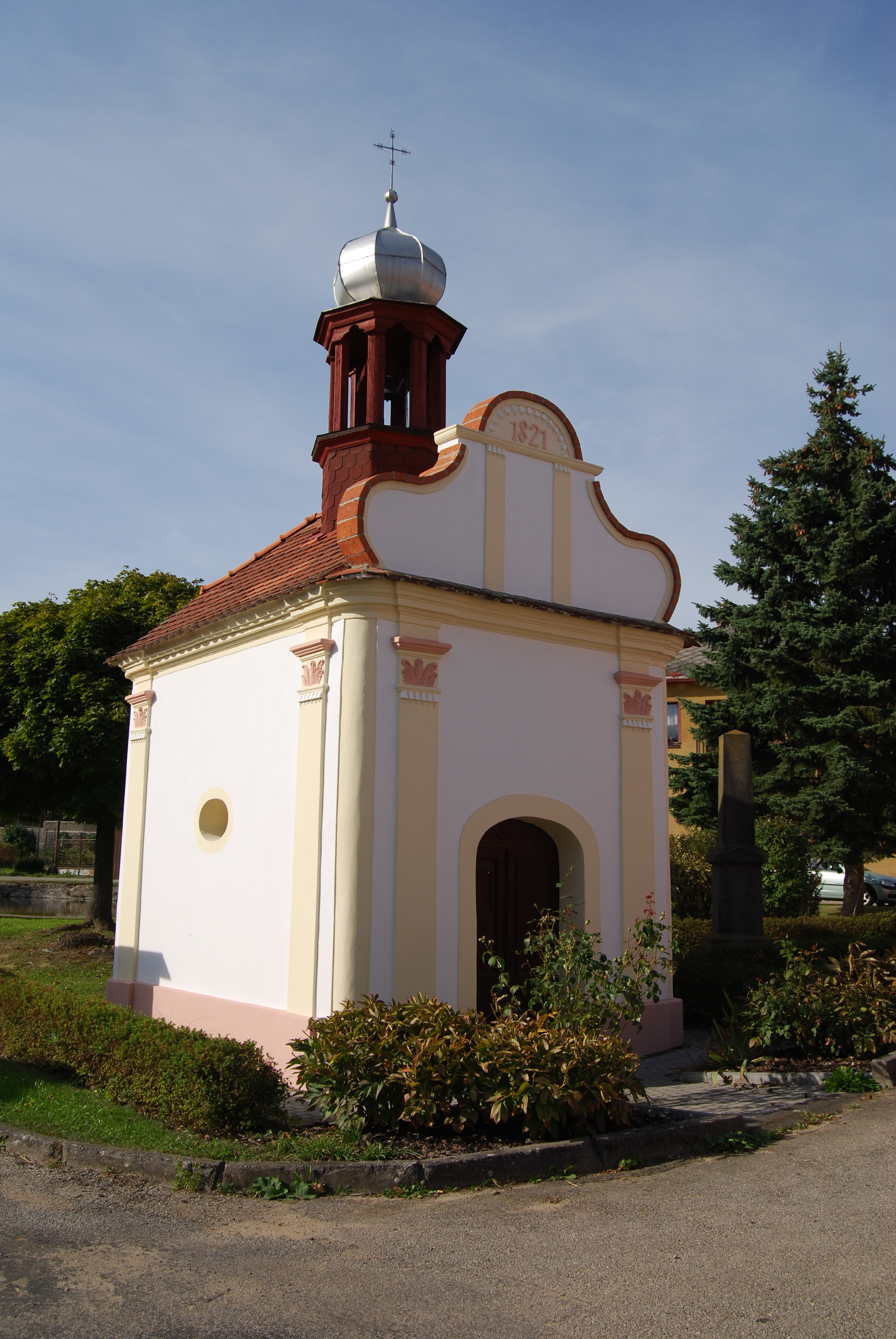
Návesní kaple
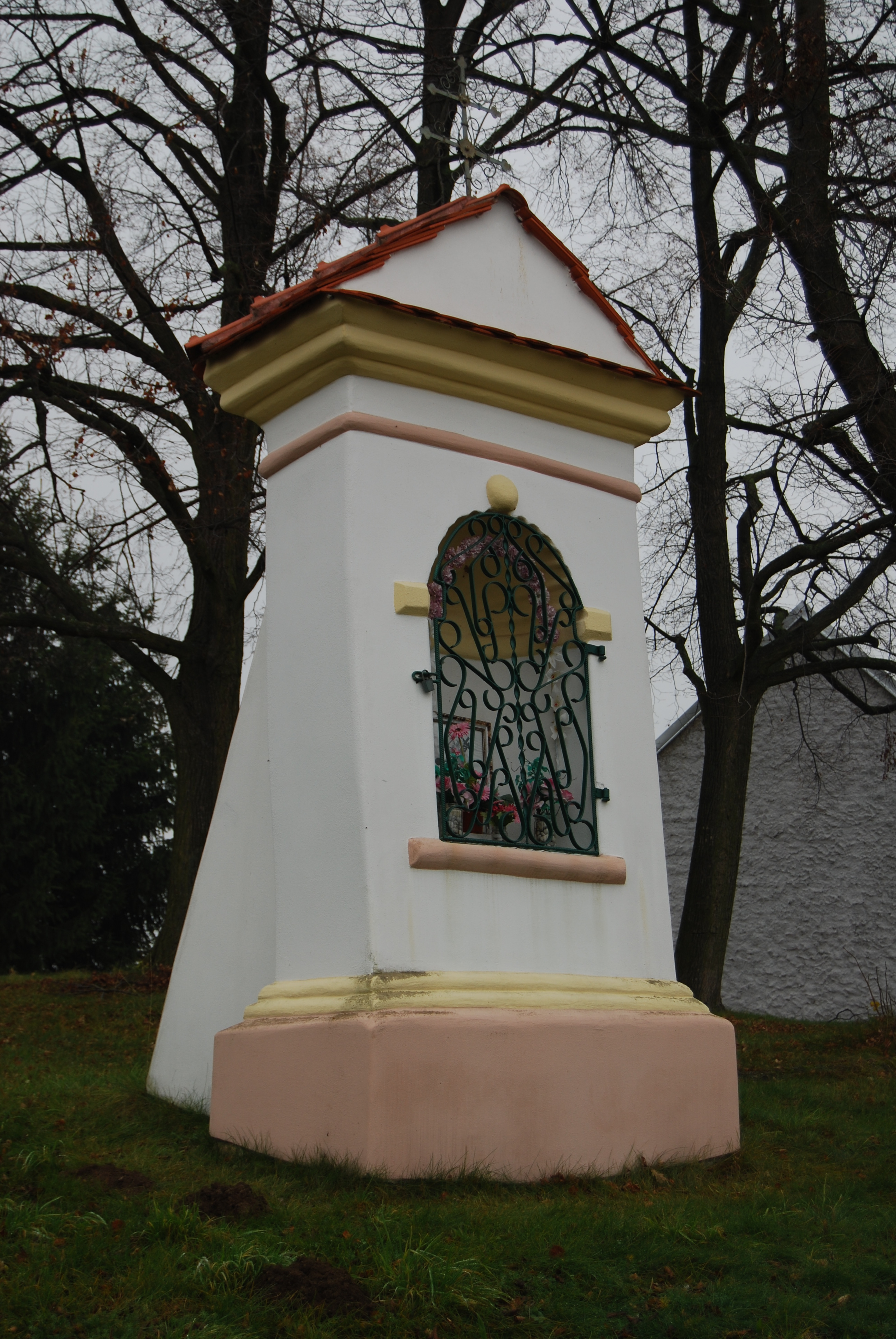
Výklenková kaple
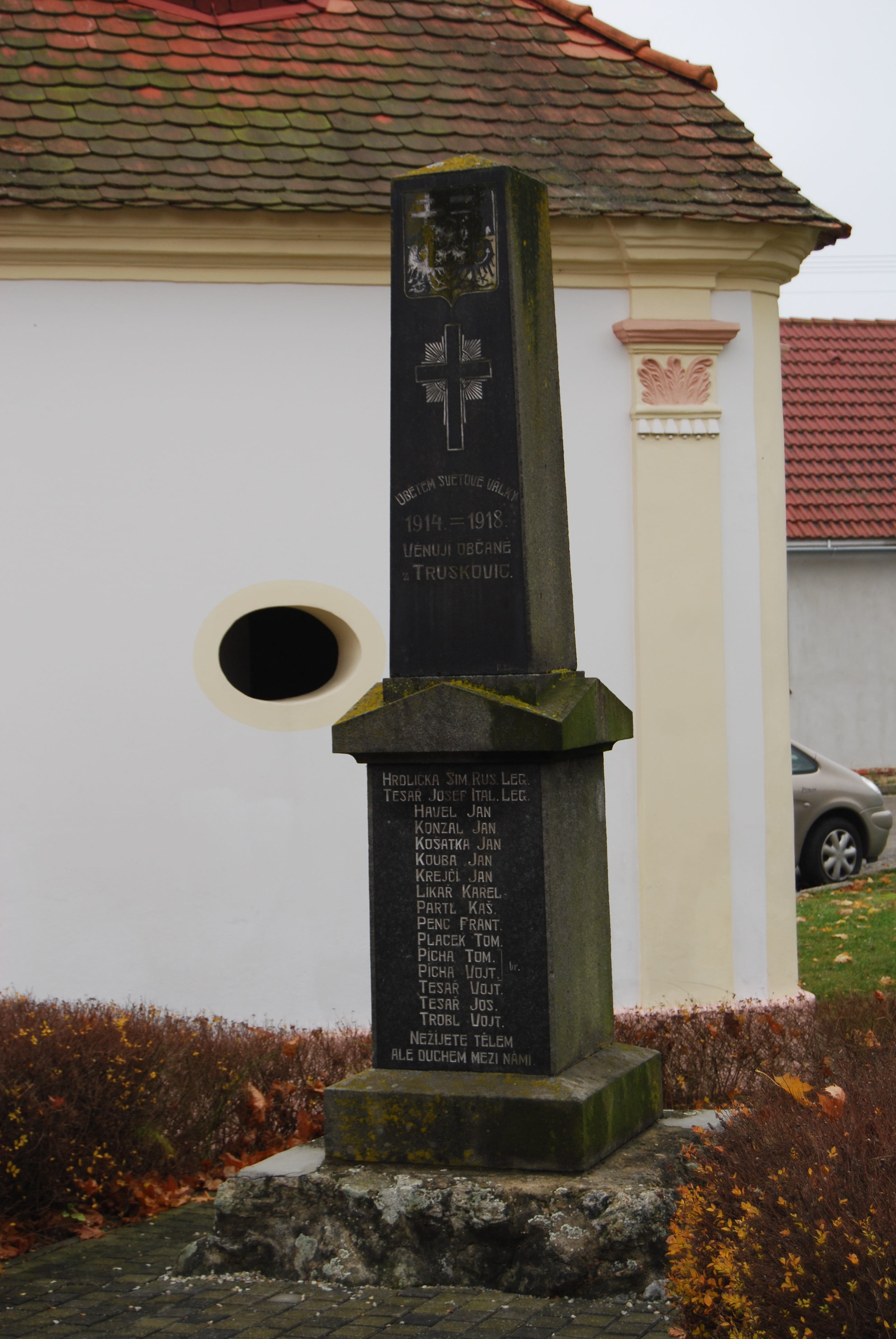
Pomník padlým